# 799 (szám)
A 799 (római számmal: DCCXCIX) egy természetes szám, félprím, a 17 és a 47 szorzata.

## A szám a matematikában
A tízes számrendszerbeli 799-es a kettes számrendszerben 1100011111, a nyolcas számrendszerben 1437, a tizenhatos számrendszerben 31F alakban írható fel.
A 799 páratlan szám, összetett szám, azon belül félprím, kanonikus alakban a 171 · 471 szorzattal, normálalakban a 7,99 · 102 szorzattal írható fel. Négy osztója van a természetes számok halmazán, ezek növekvő sorrendben: 1, 17, 47 és 799.
A 799 négyzete 638 401, köbe 510 082 399, négyzetgyöke 28,26659, köbgyöke 9,27931, reciproka 0,0012516. A 799 egység sugarú kör kerülete 5020,26506 egység, területe 2 005 595,892 területegység; a 799 egység sugarú gömb térfogata 2 136 628 156,6 térfogategység.